# Coulant

Stiftsorden des Stifts Keppel am Coulant

Ein Coulant (von Französisch beweglich, fließend) ist ein Schiebering oder eine Öse, welche die Verbindung zwischen einem Ordens(hals)band und der daran hängenden Auszeichnung herstellt. Häufig wurde das Band mit dem Coulant von einer Kette abgelöst, so etwa in der Kleidung des Kölner Domkapitels. 